# Aadel Lampe
Aadel Lampe (* 10. Mai 1857 in Stranda; † 1944 in Oslo), auch als Aadel Knudsen bekannt, war eine norwegische Frauenrechtlerin, Lehrerin und liberale Politikerin. Sie war von 1922 bis 1926 Präsidentin der Norsk Kvinnesaksforening. Von 1922 bis 1924 war sie für die rechtsliberale Frisinnede Venstre stellvertretendes Mitglied des Stortings und war damit eine der ersten Frauen, die in das Storting gewählt wurden.

## Beruf
Sie war Lehrerin an der Nissen-Mädchenschule. In diesem Umfeld, das aus den damals am besten ausgebildeten Frauen Norwegens bestand, lernte sie die Frauenrechtssache kennen. Später bildete sie sich als Lehrerin für gehörlose Kinder weiter und wurde als Lehrerin an der Balchen-Gehörlosenschule und dann an der Gehörlosenschule der Hedevig Rosing angestellt. Als die Schule von Hedevig Rosing geschlossen wurde, begann Lampe im späteren Osloer Gesundheitsrat zu arbeiten.

## Politik

### Frauenrechte
Lampe wurde in den 1880er Jahren Mitglied der 1884 gegründeten Norsk Kvinnesaksforening (NKF). Sie wurde 1895 Vorstandsmitglied und war in den Zeiträumen 1899–1903 und 1912–1922 Vizepräsidentin der NKF. Die NKF wurde damals von Fredrikke Marie Qvam und dann von Randi Blehr, die beide mit norwegischen Premierministern verheiratet waren, geleitet. 1922 trat sie die Nachfolge von Blehr als Präsidentin an. 1926 wurde sie im Zusammenhang mit ihrem Rücktritt als Präsidentin nach mehr als 30 Jahren im Vorstand zum Ehrenmitglied des Vereins ernannt.

### Parteipolitik
Lampe war ursprünglich Mitglied der Liberalen Partei, wurde aber später in der rechtsliberalen bzw. konservativ-liberalen Frisinnede Venstre („Freisinnige Linke“) aktiv. Von 1922 bis 1924 war sie für die Frisinnede Venstre stellvertretendes Mitglied des Stortings. Sie vertrat den Wahlkreis Kristiania. Bei der Stortingswahl im Herbst 1921 wurde erstmals eine Frau als ständiges Mitglied gewählt: Karen Platou, die vor Lampe auf derselben Liste im selben Wahlkreis stand; Lampe war eine von nur vier weiblichen stellvertretende Abgeordneten aus dem ganzen Königreich, die in diesem Jahr gewählt wurden, und damit eine der ersten Frauen, die in das Storting gewählt wurden.
Sie war auch stellvertretendes Mitglied des Hauptvorstands der Frisinnede Venstre und Vorstandsmitglied der Frauenorganisation der Partei. Lampe ist auch neben Randi Blehr und Cecilie Thoresen Krog als Mitunterzeichnerin eines Schreibens an die Regierung bekannt, das die Ernennung von Frauen zu Beamten forderte.

## Familie
Ihre Eltern waren der Pfarrer in der norwegischen Staatskirche Claus Ernst Lampe (geb. 1807) und Drude Cathrine Haar Daae (geb. 1817). Sie wurde 1885 mit dem Staatsrevisor, liberalen Politiker und Mitarbeiter der liberalen Zeitung Dagbladet Henrik Magnus Knudsen verheiratet und war damals als Aadel Knudsen bekannt. Nach ihrer Scheidung benutzte sie wieder den Namen Lampe. Ihre Schwester Dina Lampe war mit dem Politiker Ole Jacob Sparre verheiratet.